# Luksemburg na Letnich Igrzyskach Olimpijskich 1964
Luksemburg na Letnich Igrzyskach Olimpijskich 1964 reprezentowało 12 zawodników (10 mężczyzn, 2 kobiety). Reprezentanci Luksemburga nie zdobyli żadnego medalu na tych igrzyskach.